# Crépuscule ensanglanté
Pour plus de détails, voir Fiche technique et Distribution.
Crépuscule ensanglanté (Ματωμένο ηλιοβασίλεμα (Matoméno iliovasiléma)) est un film grec réalisé par Andréas Lambrinós et sorti en 1959.
Le film aida à la mise en place d'un des grands mythes publicitaires pour le tourisme en Grèce dans les années 1960, celui de la « séduction de la Méditerranée ».

## Synopsis
Une Suédoise (Efi Oikonomou) vient en Grèce à la recherche du dieu Pan car elle est persuadée qu'il vit toujours dans les montagnes du pays. Elle rencontre un beau berger (Spýros Fokás) et entame une liaison avec lui. Quand il quitte sa fiancée (Kakia Analyti) pour l'étrangère, le père de la jeune femme (Tzavalás Karoúsos) n'a plus comme solution que de tuer le berger infidèle. En même temps, le mari de la Suédoise (Andreas Zisimatos) tue sa femme infidèle.

## Fiche technique
- Titre : Crépuscule ensanglanté
- Titre original : Ματωμένο ηλιοβασίλεμα (Matoméno iliovasiléma)
- Réalisation : Andréas Lambrinós
- Scénario : Andréas Lambrinós
- Direction artistique : Stelios Vassiliou
- Décors : Stelios Vassiliou
- Costumes : Stelios Vassiliou
- Photographie : Kostas Filippou
- Son : Giannis Trifyllis
- Montage : Kostas Filippou
- Musique : Kostas Kapnisis (en)
- Production : Andréas Lambrinós
- Langue : grec
- Format : Noir et blanc
- Genre : Drame
- Durée : 88 minutes
- Dates de sortie : 1959 (Festival de Cannes 1959)

## Distribution
- Efi Oikonomou
- Spýros Fokás
- Tzavalás Karoúsos
- Andreas Zisimatos
- Mihalis Kalogiannis
- Kakia Analyti (el)

## Distinctions
Le film a été présenté en sélection officielle en compétition au Festival de Cannes 1959.